# 中山增三
武仙座99，又名BD+30 3128，HD 165908、SAO 66648、HR 6775，是武仙座的一颗恒星，视星等为5.04，位于銀經56.97，銀緯22.3，其B1900.0坐标为赤經18h 3m 13.7s，赤緯+30° 22.3′ 51″。